# Agapostemon centratus
Agapostemon centratus är en biart som först beskrevs av Joseph Vachal 1903.  Agapostemon centratus ingår i släktet Agapostemon och familjen vägbin. Inga underarter finns listade i Catalogue of Life.